# سیتاون

سیتاون شهری در شهرستان نانورو در استان بولکیمده در بورکینافاسوی غربی مرکزی است جمعیت آن ۷۱۲ نفر است.